# Coleophora carelica
Coleophora carelica is een vlinder uit de familie kokermotten (Coleophoridae). De wetenschappelijke naam is voor het eerst geldig gepubliceerd in 1945 door Hackman.
De soort komt voor in Europa.